# Hombre Planta
Hombre Planta (inglés: Plantman) es el nombre de dos supervillanos que aparecen en los cómics estadounidenses publicados por Marvel Comics: Samuel Smithers (creado por Stan Lee, Joe Carter y Dick Ayers) y Paul Rabin (creado por Nick Spencer y Ramon Rosanas), ambos con la capacidad de plantas de control, Samuel a través de la tecnología y Paul a través de la biología. Samuel también se conoce con el nombre de Blackheath como miembro de los Thunderbolts. En la continuidad alternativa del universo Ultimate Marvel, Samuel Smithers es representado como un mutante botánico.
Samuel Smithers/Hombre Planta hizo su debut animado en The Super Hero Squad Show, con la voz de Charlie Adler.

## Historial de publicaciones
La versión de Samuel Smithers de Hombre Planta apareció por primera vez en Strange Tales #113 y fue creada por Stan Lee, Jerry Siegel (bajo el alias de Joe Carter) y Dick Ayers.
La versión Paul de Hombre Planta apareció por primera vez en The Astonishing Ant-Man #7 y fue creada por Nick Spencer y Ramon Rosanas.

## Biografía ficticia

### Samuel Smithers
Al crecer como un huérfano pobre en Londres, Samuel Smithers encontró refugio y trabajo como asistente de laboratorio con un famoso botánico que investigaba la inteligencia de la vida vegetal. Después de la muerte del botánico, Smithers viajó a Estados Unidos con la esperanza de continuar el trabajo de su mentor. Inventa un dispositivo capaz de comunicarse con las plantas. Se ríen de la comunidad científica cuando intenta mostrar sus hallazgos, pero sólo encuentra trabajo como jardinero. Sin embargo, una extraña tormenta eléctrica golpea la pistola de rayos vegetales de Smithers, lo que le permite controlar y animar la vida vegetal. Con su "Vege-ray" y disfrazado de Hombre Planta, Smithers busca vengarse de sus antiguos empleadores, pero es detenido por la Antorcha Humana.Hombre Planta intenta vengarse de la Antorcha Humana, lo que termina con el arresto del Hombre Planta.Sin embargo, él escapa de la cárcel y viaja al suroeste de los Estados Unidos para cultivar más plantas, esta vez con sus propias células empalmadas. Aquí tenía un control parcial, pero también era sensible a los caprichos de la planta. Cuando en un momento pensó que había matado a Tony Stark, decidió ir directamente a dominar el mundo, pero fue frustrado por Iron Man.
El Conde Nefaria saca al Hombre Planta y a varios otros de prisión para que sirvan como sus lugartenientes y le ayuden a reforzar su prominencia en la familia criminal Maggia. Con este fin, Hombre Planta, la Anguila original, el Puercoespín original, el Unicornio original y el Espantapájaros capturan al equipo mutante los X-Men en un intento de extorsión, pero los mutantes derrotan a sus captores.Hombre Planta logra robar tecnología de la Maggia antes de escapar, usándola para crear un monstruoso Leviatán a partir de algas animadas para aterrorizar a Londres. Es detenido por Namor y Tritón de los Inhumanos, pero Hombre Planta escapa.
Hombre Planta ha utilizado a menudo "simuloides" de plantas para crear duplicados de sí mismo para esfuerzos mercenarios, recaudando dinero rápido para continuar su investigación. Una de las primeras actividades conocidas de sus simuloides fue unirse a sus antiguos aliados y al Viper original en una ola de crímenes bajo el mando del Comandante Cowled (sólo para ser detenido por el Capitán América y Falcon).En otra ocasión, un simuloide secuestró al rico empresario Kyle Richmond (Nighthawk) para pedir un rescate, pero los aliados de Nighthawk en Los Defensores ayudaron a rescatarlo y Nebulon sometió al simuloide. Spider-Man y Falcon descubrieron un vivero de cultivo de plantas exóticas donde encontraron y derrotaron al cuidador Hombre Planta-simuloide.El plan de otro simuloide de Hombre Planta para robar un banco fue frustrado por dos de los Micronautas.
A continuación, con un ejército de 1.000 simulacros de plantas, el verdadero Hombre Planta capturó al Presidente de los Estados Unidos al apoderarse de una base militar estadounidense. Intentó hacerse cargo de S.H.I.E.L.D. usando simuloides. Los Vengadores rescataron al Presidente, a pesar del ejército de Hombre Planta y de enfrentarse a un Hombre Árbol de 100 pies (30 m) de altura y la fuga de Hombre Planta. Hawkeye y Orbe tropezaron con la fábrica móvil de cultivo de plantas de Hombre Planta y él los expulsó.
Durante la historia de Actos de Venganza, Hombre Planta se unió a un grupo de villanos para atacar a Los 4 Fantásticos.Poco después, intenta un ataque en solitario contra los Vengadores que están visitando un sitio de construcción. Es derrotado por los empleados del sitio que temen que la batalla pueda destruir su arduo trabajo.
Durante la posterior sentencia de prisión de Smithers en la Penitenciaría Federal de Seagate, el fue contactado telepáticamente por Mentallo, que estaba detenido en un campo de estasis en la misma prisión. Mentallo todavía era capaz de usar sus poderes y los usó para orquestar la fuga de sus compañeros de prisión, que incluían al héroe Hawkeye (que cumplía condena por crímenes que cometió mientras era miembro de los Thunderbolts) y Headlok (a quien Mentallo había poseído). Los delincuentes, remotamente "encadenados" entre sí, escaparon formando la llamada Chain Gang. Chain Gang aceptó a regañadientes trabajar juntos para buscar una manera de sobrevivir, desactivar sus esposas de seguridad y buscar un arma de gran poder dejada atrás por la muerte del industrial criminal Justin Hammer. El arma había llamado la atención de Mentallo por el propio Hammer antes de morir, cuando Hammer despertó los poderes de Mentallo mientras estaba en el campo de estasis. Sin que sus asociados lo supieran, Hawkeye en realidad estaba trabajando encubierto en nombre de S.H.I.E.L.D. Al final, Chain Gang fue localizado por el excompañero de equipo de Hawkeye, Songbird, quien ayudó a Hawkeye a derrotar a los villanos. Descubrieron que el legado de Hammer era una toxina biológica que había sido ingerida por todos los villanos que habían trabajado para él. Smithers era el transportista. Hawkeye, Songbird y Smithers comenzaron una nueva búsqueda del desencadenante que liberaría la toxina de Hombre Planta para que no cayera en las manos equivocadas.
La búsqueda terminó con la hija de Hammer, Justine, quien resultó ser Crimson Cowl, líder de los Maestros del Mal. Hawkeye convenció a varios miembros de Maestros del Mal para que se pusieran del lado de él y Songbird contra Crimson Cowl y sus antiguos aliados, señalando los peligros de la superarma, que los chantajearía o los mataría. Con la esperanza de despejar sospechas, Hawkeye hizo que los villanos reinventaran sus identidades disfrazadas, creando así un nuevo equipo de Thunderbolts, y Smithers se unió al grupo como Blackheath.
Desde su estancia en prisión, Smithers había notado que su cuerpo estaba en proceso de mutación, acercándolo al campo de energía que manipulaba para controlar las plantas. Cuando los Thunderbolts finalmente se enfrentaron a Crimson Cowl, Smithers fue capturado y se experimentó con él para revelar los secretos de la biotoxina. Durante este procedimiento, el espíritu de Smithers se conectó con el campo de energía, el llamado Verdant Green, la encarnación de la biosfera de la Tierra. El Verdant Green señaló que Smithers podría liberar la toxina, sacando a la humanidad de la biosfera y permitiendo que las plantas florecieran como en sus días preindustriales. En cambio, Smithers decidió liberar un antídoto para la toxina a la atmósfera y pareció morir en el intento.
Los Thunderbolts finalmente derrotaron a Cowl y sus Maestros del Mal, pero se enfrentaron a los Agentes de Élite de S.H.I.E.L.D. quien los alcanzó y quería los restos del cuerpo de Blackheath. Finalmente, Smithers pudo revivir succionando la humedad del villano Hydro-Man, dejando el cuerpo de Hydro-Man disecado. Los Thunderbolts fueron ayudados contra S.H.I.E.L.D. por la llegada del verdadero Ciudadano V, que necesitaba la ayuda inmediata del equipo con la nave de su agencia, cuyos motores estaban hechos de tecnología alienígena que había comenzado a distorsionarse, amenazando con succionar la Tierra hacia el espacio nulo de un agujero blanco. Al hacerlo, los Thunderbolts se encontraron con los Thunderbolts originales, que emergieron del vacío después de cortar la presencia de la nave alienígena desde donde habían quedado atrapados en la Contra-Tierra. Los dos equipos de Thunderbolts combinaron fuerzas para tapar el vacío y desviar la nave alienígena de la Tierra, de manera similar a la manera en que el equipo del Barón Helmut Zemo detuvo la amenaza en Contra-Tierra.
Después de mucha discusión, la mayoría de los héroes y villanos disfrazados decidieron separarse. Smithers eligió unirse a los Thunderbolts, con la esperanza de que su nueva misión, gobernar el mundo para salvarlo, coincidiera estrechamente con sus propios objetivos de proteger Verdant Green de los humanos. Empezó a perder cada vez más contacto con su humanidad, cada vez más motivado por su conexión con los Verdes.
Blackheath se unió a los Thunderbolts en muchos actos de heroísmo cuestionable bajo el liderazgo de Zemo, donde el fin justificaba los medios. El plan final de Zemo implicaba la creación de "el Libertador", un dispositivo que drenaría los usos anormales de energía en todo el mundo y, con suerte, reduciría las amenazas globales, eliminaría el terrorismo sobrehumano y estabilizaría el statu quo del mundo. Los Thunderbolts lograron lanzar el Libertador, sólo para ser enfrentados por los Vengadores. Sintiéndose traicionada, Moonstone absorbió los poderes que el Libertador había aprovechado, combinándolos con sus poderes ya aumentados de la piedra lunar. Los Thunderbolts y los Vengadores se unieron para derrotar a Moonstone y finalmente eliminaron las gemas alienígenas que le daban sus poderes.
Los miembros de los Thunderbolts acuerdan tomar caminos separados y Smithers acepta regresar a prisión, con la esperanza de reconectarse con su naturaleza humana que sentía que estaba perdiendo lentamente.
Durante la historia de "AXIS", Hombre Planta aparece como un monstruo vegetal gigante y ataca Los Ángeles para tomar represalias contra los humanos por contaminar el mundo. Cuando un grupo de Vengadores ataca, se vuelven unos contra otros debido a la influencia de Red Onslaught, un clon de Red Skull con partes del cerebro del Profesor X colocadas en él. Hombre Planta es derrotado por Iron Man.
Durante la historia de "Avengers: Standoff!", Hombre Planta es un recluso de Pleasant Hill, una comunidad cerrada establecida por S.H.I.E.L.D.
Durante la historia de "Empyre", Hombre Planta había sitiado Central Park durante la invasión Cotati y luchó contra Visión hasta que la pelea fue sacada de Central Park. Cuando Luke Cage piensa que es un Cotati, Vision afirma que en realidad es Hombre Planta, quien afirma que sus objetivos son similares a los de Cotati. Visión intenta razonar con Hombre Planta solo para que él cree Sprout Soldiers a partir de sus plantas.El Doctor Némesis, Luke Cage y Visión continúan su lucha con Hombre Planta y sus Sprout Soldiers. Lograron derrotar a Hombre Planta, pero no pueden hacer contacto con Pantera Negra.

### Paul Rabin
Un hombre llamado Paul Rabin solía trabajar como empleado en una tienda de cómics hasta que su jefe lo despidió por robar cómics con portadas variantes que planeaba vender para apoyar su afición a los videojuegos. Más tarde asistió a la presentación de Power Broker Inc. de la aplicación Hench X, donde Power Broker la prueba en Paul. La aplicación Hench X transforma a Paul en un nuevo Hombre Planta justo cuando llega Ant-Man. Para demostrar aún más la aplicación Hench X, Power Broker hace que Hombre Planta luche contra Ant-Man. Debido a la inexperiencia de Hombre Planta, Ant-Man logró que sus hormigas se comieran el armamento de Hombre Planta antes de derrotarlo.
Durante la historia de "Avengers: Standoff!", Hombre Planta era un recluso de Pleasant Hill, una comunidad cerrada establecida por S.H.I.E.L.D. Usando los poderes de Kobik, S.H.I.E.L.D. lo convirtió en un reparador de televisores anónimo.
Hombre Planta aparece más tarde como miembro de "New Masters" del Barón Helmut Zemo junto a Firebrand y Tigre Volador. Más tarde se encuentran con Steve Rogers, el Capitán América original, Free Spirit y Jack Flag. Durante la pelea, Hombre Planta se rinde pacíficamente mientras Free Spirit derrota a Firebrand.

## Poderes y habilidades
Originalmente, la versión de Hombre Planta de Samuel Smithers usaba varios dispositivos para controlar las plantas. Usó una pistola de cloro-blaster que promovió el crecimiento desenfrenado de las plantas, una pistola de rayos vega capaz de animar cualquier planta y pistolas que disparan esporas. También utilizó cañones de gran escala capaces de hacer lo que el cloro-blaster de mano y la pistola de rayos vega harían a mayor escala. Hombre Planta también tiene la capacidad de controlar los movimientos de sus criaturas vegetales animadas, llamadas simuloides. Los simuloides son construcciones de vida vegetal humanoides cultivadas a partir de esporas alienígenas; están hechos de madera y son capaces de moverse e imitar la vida humana, y son capaces de hablar y pueden programarse tan ampliamente como cualquier robot de alta tecnología. Hay dos tipos básicos de Simuloides: "Pesados" y "Réplicas". Ciertos simuloides de Hombre Planta fueron programados con los patrones cerebrales de Samuel Smithers para creer que eran el Hombre Planta original, por lo que no siempre está claro si alguna aparición de Hombre Planta es el Hombre Planta real. En un caso, un simuloide ganó independencia hasta el punto de convertirse en una entidad sensible separada, rebautizándose como Terraformer y convirtiéndose en parte del equipo de supervillanos de temática ecológica/elemental, la Fuerza de la Naturaleza.Hombre Planta tiene amplios conocimientos de jardinería y aptitudes para los aparatos.
La versión Paul de Hombre Planta puede controlar plantas y también está hecha de plantas. 

## Otras versiones

### Marvel Adventures
Samuel Smithers era un científico que valoraba las plantas por encima de las personas. Smithers se puso una armadura vegetal y se convirtió en el supervillano Homkbre Planta, luchando contra Iron Man, sólo para sufrir la derrota.Hombre Planta también fue contratado para atacar a Tony Stark, pero fue derrotado por una armadura de Iron Man controlada a distancia.

### Ultimate Marvel
En el universo Ultimate Marvel, Samuel Smithers es un mutante botánico.

## En otros medios
La versión de Hombre Planta de Samuel Smithers aparece en el episodio de The Super Hero Squad Show "O Captain, My Captain", con la voz de Charlie Adler.Utiliza un Fractal Infinito para controlar las plantas en la selva amazónica, lo que hace que el Escuadrón Internacional de Capitanes del Capitán América (compuesto por el Capitán América, el Capitán Australia, el Capitán Brasil, el Capitán Britania, el Capitán Liechtenstein y Wolverine como el Capitán Canadá) para luchar contra él y su ejército de plantas. Fue derrotado cuando Wolverine usó el vidrio reflectante para dirigir los rayos del sol hacia el ejército de plantas.